# August von Kotzebue
August Friedrich Ferdinand von Kotzebue (Weimar, 3 maggio 1761 – Mannheim, 23 marzo 1819) è stato uno scrittore e drammaturgo tedesco.

## Biografia
Appartenente alla piccola nobiltà feudale della Turingia, compì i suoi studi a San Pietroburgo e a Dresda; dal 1787 al 1799 fu drammaturgo presso l'Hoftheater di Vienna; nel 1800 tornò in Russia, dove venne arrestato e mandato in Siberia per aver ucciso in duello un suo avversario amoroso.
Poco dopo fu liberato e divenne direttore del teatro di Pietroburgo in fede alla sua conversione politica all'assolutismo autocratico dello zar. Visse a lungo in Russia e rientrato in Germania nel 1802, avversò Goethe, Schiller e i romantici, soprattutto nella rivista Der Freimütige (Il sincero).
Nel 1813 fu nominato console generale russo a Königsberg e nel 1817 divenne informatore personale dello zar, attirandosi da più parti il sospetto di spionaggio.
Massone, come Maestro fu membro della loggia "Le tre mazze " nel 1817. 

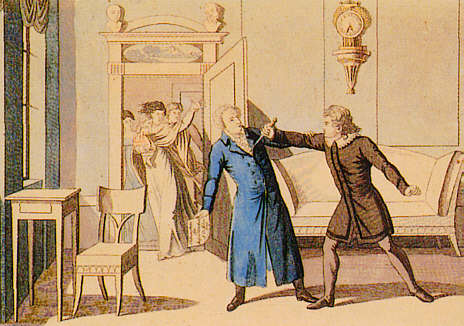
L'assassinio di Kotzebue, in un'illustrazione contemporanea.

Il suo atteggiamento politico reazionario fu probabilmente causa del suo assassinio da parte di Karl Ludwig Sand, studente ventiquattrenne di teologia dell'Università di Mannheim, che lo pugnalò il 23 marzo 1819 davanti agli occhi del figlio di quattro anni, dicendogli: «Tu, traditore della patria». Questo delitto ebbe grande risonanza in tutta Europa, tanto che Alexandre Dumas raccontò la vicenda in uno degli otto volumi dei suoi Crimes célèbres (Delitti celebri).
L'episodio fu addotto da Metternich come il segnale di un pericolo incombente sull'intera Germania, per cui egli reclamò misure radicali per stroncare la rivoluzione. Egli trovò il pieno sostegno della Prussia, la cui politica era decisamente orientata ormai in senso reazionario, e degli altri stati tedeschi, per cui fece approvare nella Conferenza di Karlsbad alcuni decreti, successivamente adottati dalla Dieta della Confederazione germanica, che sciolsero le associazioni studentesche, stabilirono la censura preventiva sulla stampa e misero in atto uno stretto controllo sulle università. Alessandro I in nome dei suoi orientamenti liberali disapprovò le decisioni di Karlsbad.
Oltre a racconti e scritti storici e autobiografici, Kotzebue scrisse più di duecento opere teatrali, tra cui Menschenhass und Reue (Odio e pentimento, 1789) e Die deutschen Kleinstädter (I provinciali tedeschi, 1803), tutte caratterizzate da dialoghi d'effetto e situazioni edificanti e sentimentali. Dotato di un sicuro istinto scenico, Kotzebue fu uno degli autori più rappresentativi del suo tempo.

## Opere

### Drammi
- Le rovine di Atene (1825), dramma musicato da Beethoven.
- Re Stefano (1816), dramma musicato da Beethoven.

### Commedie
- Der Wildfang
- Die beiden Klingsberg
- Die deutschen Kleinstädter
- Menschenhass und Reue (Misantropia e pentimento, noto in inglese come The Stranger)
- Graf Benjowsky

### Tragedie
- Die Sonnenjungfrau

### Scritti autobiografici
- Meine Flucht nach Paris im Winter 1790 (1791)
- Über meinen Aufenthalt in Wien (1799)
- Das merkwürdigste Jahr meines Lebens (1801)
- Erinnerungen aus Paris (1804)
- Erinnerungen von meiner Reise aus Liefland nach Rom und Neapel (1805)